# Motor de reacción

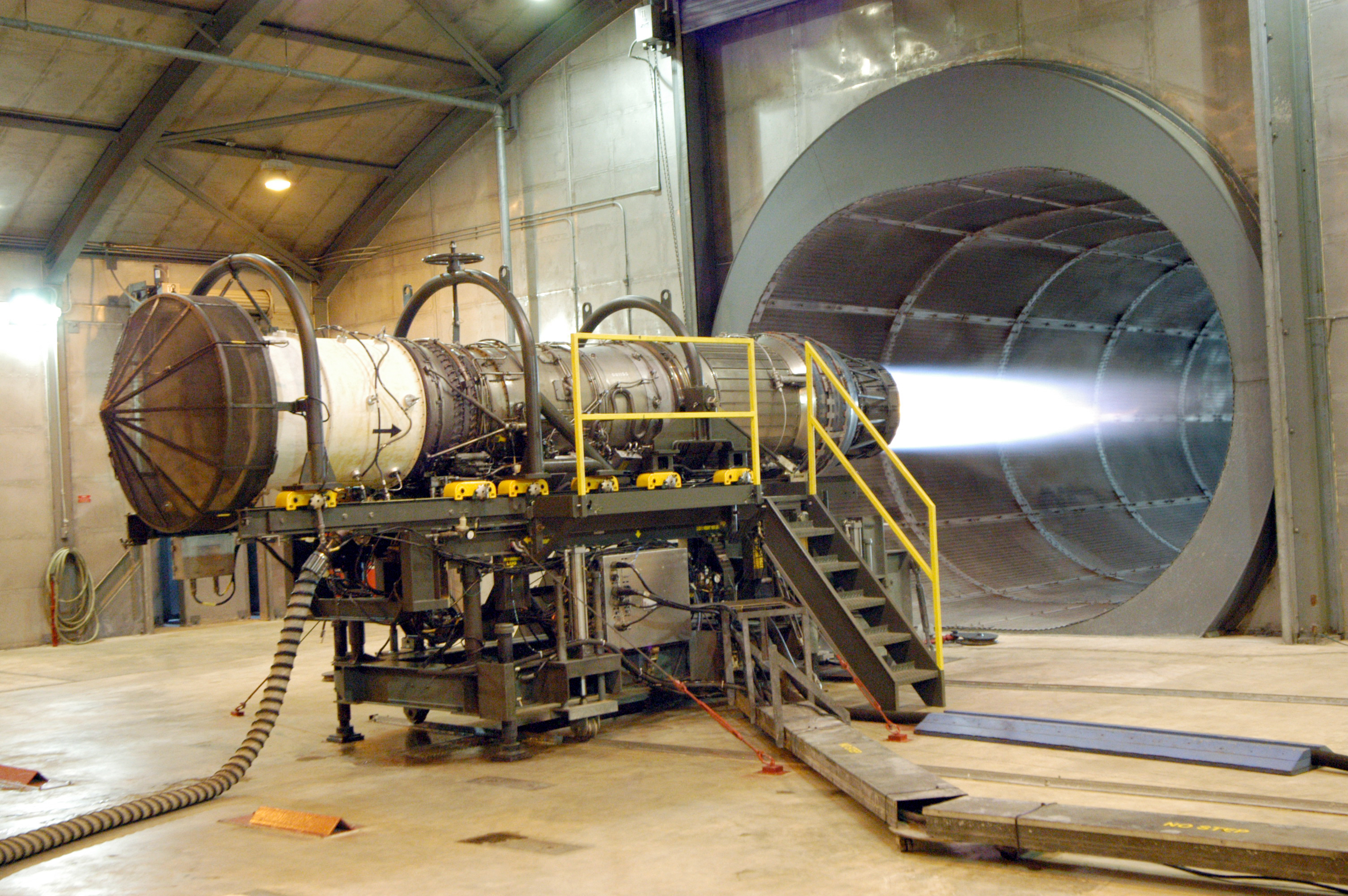
Pruebas de un motor turbofán Pratt & Whitney F100 para un caza F-15 Eagle, Base de la Fuerza Aérea Robins (Georgia, Estados Unidos). El túnel detrás de la tobera reduce el ruido y permite la salida de los gases. La cobertura en la parte frontal del motor impide que objetos extraños (incluyendo personas) sean tragados debido a la gran potencia de absorción de la entrada.

Un motor de reacción, reactor o jet (del inglés jet engine), es un tipo de motor que descarga un chorro de fluido a gran velocidad para generar un empuje de acuerdo con las leyes de Newton. Esta definición generalizada del motor de reacción incluye turborreactores (que a su vez incluyen turbofanes), motores cohete, estatorreactores y pulsorreactores. El término turborreactor no debe ser usado para referirse en general a los motores de turbina de gas, sino a sólo los que producen reacción a partir de un chorro de gases para propósitos de propulsión. Los motores turbohélice y turboeje son motores de turbina de gas, pero no son turborreactores.

## Historia
Los motores de reacción pueden ser datados desde el siglo I d. C. , cuando Herón de Alejandría inventó la eolípila. Ésta utilizaba el poder del vapor dirigido a través de dos salidas, que causaba que una esfera girase rápidamente sobre su eje dando así un giro raramente hexagonal. El aparato nunca fue utilizado para realizar trabajos mecánicos y no se reconocieron las potenciales aplicaciones de este tipo de máquinas. Esto se debió a que para éste dispositivo primitivo tenía una bajísima eficiencia y una bajísima potencia, y estaban muy limitadas las posibilidades de diseñar mejoras, ya que en el momento tampoco se conocían los principios bajo los cuales funcionaba (las leyes de Newton). En consecuencia, fue considerado solamente como una curiosidad.
La propulsión a chorro comenzó con la invención del cohete por los chinos en el siglo XI. El sistema de propulsión del cohete fue utilizado inicialmente para crear fuegos artificiales pero gradualmente progresó para crear algunos tipos de armas, aunque su tecnología no progresó durante siglos.
El problema era que esos cohetes eran demasiado ineficaces para ser útiles en la aviación general. Durante los años 1930, el motor de combustión interna en sus diferentes formas (radial estático y rotatorio, refrigerados por aire y líquido) era el único tipo de planta motriz disponible para los diseñadores aeronáuticos. Sin embargo, los ingenieros empezaron a comprender que el motor de pistones estaba limitado en términos del máximo rendimiento que podía alcanzar; el límite era esencialmente el de la eficiencia de la hélice. Ésta alcanzaba su máximo cuando las puntas de las palas se aproximaban a la velocidad del sonido. Si el rendimiento del motor, y por tanto del avión, se quería incrementar para superar esta barrera, se debía encontrar un nuevo modo para mejorar radicalmente el diseño del motor de pistones, o se necesitaba desarrollar un nuevo tipo de planta motriz. Esto fue el motivo para el desarrollo del motor de reacción.
Los primeros intentos de reactores fueron diseños híbridos en los que una fuente de energía externa aportaba la compresión. En este sistema, denominado «termorreactor» por Secondo Campini, el aire era primero comprimido por una hélice movida por un motor de pistones convencional, luego se mezclaba con el combustible y ardía para crear el empuje. Ejemplos de este tipo de diseño fueron el Coandă-1910 de Henri Coandă, posteriormente el Caproni Campini N.1 o CC.2 y el motor Tsu-11 japonés para impulsar en los aviones kamikaze Yokosuka MXY-7 Ohka a finales de la Segunda Guerra Mundial. Ninguno era completamente eficiente, y el Caproni Campini N.1 incluso era más lento que su diseño tradicional con motor de pistones y hélice.
La clave para un reactor útil fue la turbina de gas, utilizada para extraer energía para impulsar el compresor desde el propio motor. La turbina de gas no era una idea nueva: la patente para una turbina estacionaria fue otorgada a John Barber en Inglaterra en 1791. La primera turbina de gas que funcionó de forma autosostenida exitosamente fue construida en 1903 por el ingeniero noruego Ægidius Elling. Las primeras patentes para la propulsión a chorro fueron otorgadas en 1917. Las limitaciones en el diseño y en la metalurgia impidieron que estos tipos de motores fuesen fabricados. Los principales problemas eran la seguridad, la fiabilidad, el peso y, especialmente, el funcionamiento continuo.
En 1929, el aprendiz Frank Whittle envió formalmente sus ideas para un turborreactor a sus superiores. El 16 de enero de 1930, en Inglaterra, Whittle pidió su primera patente (otorgada en 1932). La patente mostraba un compresor axial de dos etapas alimentando a un compresor centrífugo de un único lado. Whittle posteriormente se concentró en un compresor centrífugo más simple por varias razones prácticas. En 1935, Hans von Ohain comenzó a trabajar en un diseño similar en Alemania, aparentemente sin estar informado del trabajo de Whittle, y en ese mismo año, en España el ingeniero aeronáutico militar Virgilio Leret ya disponía de un proyecto de un motor a reacción denominado Mototurbocompresor de Reacción Continua, patentado en Madrid el 28 de marzo de 1935, pero su fusilamiento al año siguiente le impidió desarrollar el proyecto, cuyos planos suministró un pariente republicano al ejército inglés. 
Whittle tuvo su primer motor listo en abril de 1937. Estaba alimentado por combustible líquido e incluía una bomba autocontenida. El motor de Von Ohain, con cinco meses de retraso respecto al de Whittle, utilizaba gas que se proporcionaba bajo una presión externa, por tanto no era autocontenido. El equipo de Whittle experimentó casi un fracaso cuando el motor no se pudo parar, incluso después de cortar el combustible. El combustible se había filtrado en el motor y se acumuló, por lo que el motor no se pararía hasta que se quemase todo el combustible.
Ohain contactó con Ernst Heinkel, uno de los principales industriales de aviación de la época, que vio las posibilidades del nuevo diseño. Heinkel había comprado recientemente la compañía de motores Hirth, y Ohain y su maquinista jefe, Max Hahn, fueron asignados como una nueva división de la compañía Hirth. Su primer motor, el HeS 1, comenzó a funcionar en septiembre de 1937. A diferencia del diseño de Whittle, Ohain utilizó hidrógeno como combustible, proporcionado bajo presión externa. Los siguientes diseños culminaron en el motor alimentado por gasolina HeS 3 de 5 kN, que fue utilizado para equipar en un He 178 y voló por primera vez el 27 de agosto de 1939 por Erich Warsitz en el aeródromo de Marienehe. El He 178 se convirtió en el primer avión de reacción.
En esos momentos, el motor de Whittle comenzó a ser útil y su Power Jets Ltd. empezó a recibir dinero del Ministerio del Aire. En 1941 una versión del motor denominado W.1 con una potencia de 4 kN fue utilizada en el avión Gloster E28/39 especialmente construido para el motor y realizó su primer vuelo el 15 de mayo de 1941.

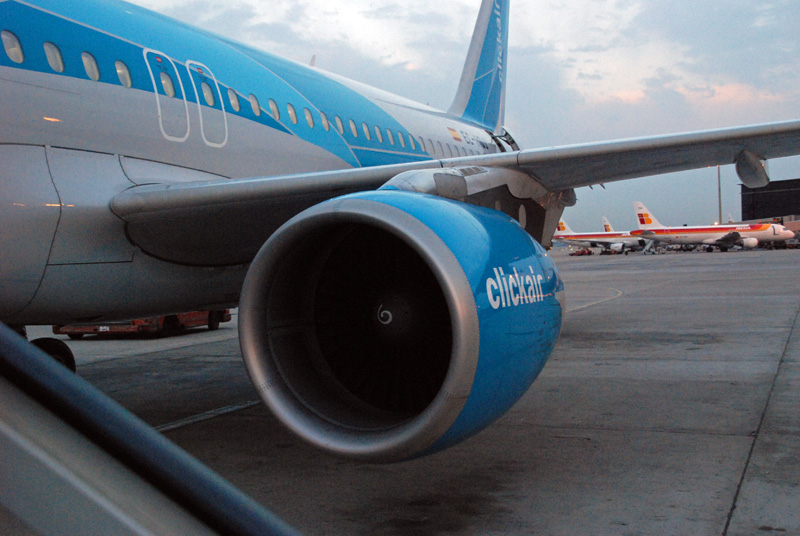
Motor en un avión (A320 de Clickair).

Un problema con los primeros diseños, que se denominaban motores de flujo centrífugo, era que el compresor trabajaba lanzando (acelerando) el aire desde la entrada de aire central a la periferia del motor, donde el aire era comprimido, convirtiendo su velocidad en presión. Una ventaja de este diseño fue que ya era bien conocido, siendo implementado en supercompresores centrífugos. Sin embargo, dadas las limitaciones tecnológicas, el compresor necesitaba ser de un gran diámetro para producir la potencia requerida.
El austriaco Anselm Franz de la división de motores de Junkers (Junkers Motoren o Jumo) solucionó estos problemas con la introducción del compresor de flujo axial, que era esencialmente una turbina en reversa. El aire venía del frente del motor y era impulsado hacia la parte posterior por una etapa de hélices, donde chocaba contra un grupo de hélices que no rotaban. El proceso no se acercaba en potencia al del compresor centrífugo, por lo que se añadía varios grupos de hélices para conseguir la compresión necesaria. Incluso con toda la complejidad añadida, el motor era de un diámetro mucho menor. Jumo fue asignado para el siguiente motor y el resultado fue el Jumo 004. Tras algunos problemas menores, la producción en serie de este motor comenzó en 1944 como planta motriz para el primer caza a reacción, el Messerschmitt Me 262 (y posteriormente el primer bombardero reactor, el Arado Ar 234). Tras la Segunda Guerra Mundial, los aliados estudiaron el Me 262 y su tecnología contribuyó a los primeros cazas a reacción estadounidenses y soviéticos.
Los motores de flujo centrífugo han sido mejorados desde su introducción. Con las mejoras en la tecnología de rodamientos, la velocidad de los ejes ha aumentado, reduciendo en importancia el diámetro del compresor. Una longitud menor del motor permanece siendo una ventaja de este diseño. Además, sus componentes son robustos, mientras que los motores de flujo axial son más propensos a ser dañados por objetos externos.

## Tipos
Existe una gran cantidad de diferentes tipos de motores de reacción, en los que todos obtienen propulsión mediante la expulsión de fluidos a altas velocidades.
| Tipo                              | Descripción | Ventajas | Desventajas |
| --------------------------------- | --- | --- | --- |
| Motor de agua                     | Lanza un chorro de agua tras el barco. | Puede funcionar sumergido, potente, menos dañino al medio ambiente. | Puede ser menos eficiente que una hélice, más vulnerable a los desechos. |
| Termorreactor                     | El motor de reacción de toma de aire más primitivo. En esencia, un motor de pistones que acciona un turbocompresor con su salida de gases. | | Pesado, ineficaz y poca potencia. |
| Turborreactor                     | Término genérico para un motor de turbina sencillo.                                                                                        | Simplicidad del diseño, eficiente a velocidades supersónicas (~Mach 2). | Diseño básico, sin mejorar en rendimiento y potencia en vuelo subsónico, relativamente ruidoso. |
| Turbofán / Turboventilador        | La primera etapa del compresor muy aumentada para proporcionar un flujo de aire derivado alrededor del núcleo del motor.                   | Más silencioso debido a su mayor masa de flujo y menor velocidad total de salida, más eficiente para diversas velocidades subsónicas, temperatura más baja de los gases de salida. | Mayor complejidad (múltiples conductos), diámetro del motor grande, necesidad de contener álabes pesados. Más expuesto a daños por objetos externos y hielo. La velocidad máxima está limitada debido a la posibilidad de ondas de choque que dañen el motor. La forma más común de reactor en el 2007, utilizado por aviones de línea como el Boeing 747 y aviones militares. |
| Propfan                           | Motor turbopropulsor que mueve una o más hélices. Similar a un turboventilador.                                                            | Alta eficacia de combustible, potencialmente menos ruidoso, podría liderar el vuelo comercial a alta velocidad, popular durante los años 1980 durante las crisis de combustibles. | El desarrollo de motores propfan ha estado muy limitado, generalmente más ruidoso que los turboventiladores, complejo. |
| Estatorreactor (ramjet en inglés) | El aire de entrada es comprimido completamente por la velocidad y su forma divergente.                                                     | Muy pocas partes móviles, alcanza velocidades de Mach 0,8 a 5 o más, eficiente a alta velocidad (Mach 2,0 o mayor), el motor de reacción de entrada de aire más ligero con relaciones de empuje-peso de hasta 30 a velocidades óptimas. | Debe tener una velocidad inicial alta para su funcionamiento, ineficiente a velocidades bajas debido a su baja relación de compresión, generalmente con una limitada variación de velocidades, el flujo en las tomas de aire debe ser reducido a velocidades subsónicas, ruidoso, relativamente difícil de probar.                                                             |
| Scramjet                          | Similar a un estatorreactor sin un difusor, el flujo de aire permanece a velocidades supersónicas durante todo el motor.                   | Pocas partes mecánicas, puede operar a velocidades muy altas (Mach 8 a 15) con buena eficacia. | Aún en fase de desarrollo, necesita de una velocidad inicial muy alta (Mach 6 o más) para funcionar, problemas de refrigeración, relación empuje-peso muy pobre (~2), complejidad aerodinámica muy alta, dificultades en las estructuras. |
| Pulsorreactor                     | El aire es comprimido y quemado de forma intermitente en lugar de modo continuo. Algunos diseños utilizan válvulas                         | Diseño muy simple, utilizado comúnmente en aeromodelismo. | Ruidoso, ineficiente (baja relación de compresión), funcionamiento pobre a gran escala, las válvulas en los diseños que las utilizan se desgastan rápidamente. |
| Motor de detonación por pulsos    | Similar al pulsorreactor, pero la combustión ocurre como una detonación en lugar de una deflagración, puede necesitar o no válvulas.       | Máxima eficiencia teórica del motor | Muy ruidoso, las partes expuestas a una fatiga mecánica extrema, difícil de comenzar la detonación, sin ser práctico para el uso actual. |
| Motor cohete                      | Lleva todo los propelentes a bordo, emite un chorro para su propulsión.                                                                    | Muy pocas partes móviles, alcanza velocidades de Mach 0 a 25 o más, eficiente a muy altas velocidades (Mach 10 o más), relación empuje-peso mayor de 100, sin entradas de aire complejas, alta relación de compresión, salida de gases a velocidades hipersónicas muy altas, buena relación empuje-coste, relativamente fácil de probar, trabaja en el vacío. | Necesita grandes cantidades de propelentes, un impulso específico muy bajo (generalmente entre 100 y 450 segundos). Altas tensiones termales en la cámara de combustión que pueden dificultar su reutilización. Generalmente requiere un oxidante que aumenta los riesgos, extremadamente ruidoso.                                                                             |
| Cohete aumentado de aire          | Esencialmente un estatorreactor donde el aire de entrada es comprimido y quemado con los gases de salida de un cohete.                     | Alcanza velocidades de Mach 0 a Mach 4,5+ o (también puede ser utilizado fuera de la atmósfera), buena eficacia entre Mach 2 y 4. | Eficiencia similar a los cohetes a baja velocidad o fuera de la atmósfera, dificultades en las tomas de aire, un tipo relativamente poco desarrollado e investigado, problemas con la refrigeración, muy ruidoso. |
| Turbocohete                       | Un turborreactor donde un oxidante adicional, como el oxígeno, es añadido al flujo de aire para incrementar la altitud máxima.             | Muy próximo a diseños existentes, funciona a cotas muy altas, un amplio rango de velocidades y altitudes posibles. | La velocidad limitada en el mismo rango que la del turborreactor, el transporte del oxidante como óxigeno líquido (LOX) puede ser peligroso. |
| Reactores pre-enfriados / LACE    | El aire de entrada es enfriado a temperaturas muy bajas en la toma antes de pasar a través de un estatorreactor o turborreactor.           | Fácil de probar en tierra. Relaciones de empuje-peso muy altas son posibles (~14) junto con una buena eficacia de combustible en un amplio rango de velocidades, puede alcanzar velocidades de Mach 0 a 5,5 o más, esta combinación puede permitir su lanzamiento a órbita o viajes intercontinentales muy rápidos.                                           | Solo existe como prototipos de laboratorios. Algunos ejemplos son RB545, SABRE, ATREX |

## Comparación
El impulso de movimiento de un motor es igual a la masa de aire multiplicado por la velocidad con la que el motor expulsa esa masa:
| Símbolo           | Nombre                 |
| ----------------- | ---------------------- |
| {\displaystyle I} | Impulso de movimiento  |
| {\displaystyle m} | Masa de aire           |
| {\displaystyle c} | Velocidad de expulsión |

Se puede considerar que un avión vuela a mayor velocidad si emite la masa de aire con una velocidad de expulsión mayor o si emite más cantidad de aire por segundo a la misma velocidad. Sin embargo, cuando el avión vuela con cierta velocidad {\displaystyle v}, el aire se mueve junto a él, creando una resistencia en la entrada de aire.
La mayoría de los motores de reacción tienen una entrada de aire, que proporciona la mayor parte del gas que saldrá por la tobera. Los motores de cohete, sin embargo, no tienen una entrada de aire, llevando en su estructura tanto el oxidante como el combustible. Por tanto, los motores de cohete no tienen una resistencia, el empuje en bruto de la tobera es el empuje neto del motor. A consecuencia de esto, las características de empuje de un motor de cohete son diferentes a las de los motores de reacción de toma de aire.
El reactor de toma de aire solo es útil si la velocidad del gas que va hacia el motor, {\displaystyle c}, es mayor que la velocidad del avión, {\displaystyle v}. El empuje neto del motor es igual al que sería si el gas fuese expulsado a una velocidad de {\displaystyle c-v}. El momento sería igual a:
{\displaystyle S=m(c-v)}
El turbopropulsor tiene un ventilador que toma y acelera una gran masa de aire aunque sigue limitado a la velocidad de cualquier avión de hélice convencional. Cuando el avión supera en velocidad ese límite, las hélices no proporcionan ningún empuje ({\displaystyle c-v<0}).
Los turborreactores y otros motores similares aceleran una cantidad de masa de aire menor, pero emite esa masa a velocidades más altas con una tobera de Laval. Esta es la razón por la que pueden soportar velocidades supersónicas y mayores.
Por otra parte, la eficiencia energética es mayor cuando el motor expulsa tanta masa de aire posible a esa velocidad, comparable a la velocidad del avión. Su fórmula es
{\displaystyle \eta ={\frac {2}{1+{\frac {c}{v}}}}}
El turbofán de paso bajo tiene la mezcla de dos flujos de aire, cada uno con diferentes velocidades, c1 y c2, y con masas m1 y m2 respectivamente. El empuje de este tipo de motor es
S = m1(c1 - v) + m2(c2 - v)
Estos tipos de motores son eficientes a velocidades bajas, menores que la de reactores puros, pero mayores que las de turboeje y hélices en general. Por ejemplo, a 10 km de altitud, el turboeje es más efectivo a velocidades de Mach 0,4, el turboventilador de paso bajo es más efectivo a velocidades de Mach 0,75 y los reactores cuando se aproximan a Mach 1, la velocidad del sonido.
Los motores de cohete se ajustan mejor a altas velocidades y altitudes. A una velocidad dada, la eficiencia y empuje de un motor de cohete mejora ligeramente con el incremento de altitud, donde un turborreactor o turbofan disminuye su empuje neto debido a la menor densidad de la masa de aire que entra en su toma.

## Turborreactor

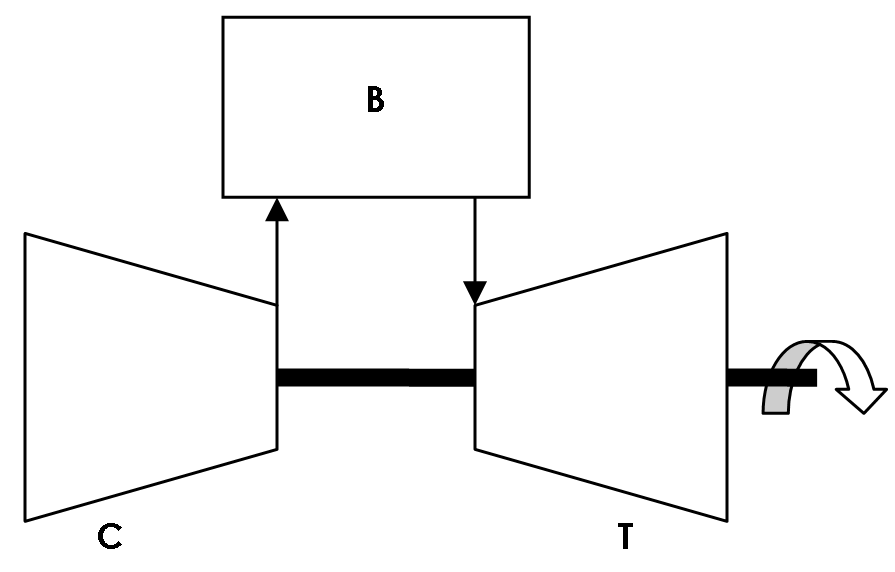
Elementos básicos del ciclo de Brayton: c compresor, b cámara de combustión, t turbina.

Un turborreactor es un tipo de motor de combustión interna utilizado a menudo para impulsar una aeronave. El aire es arrastrado a un compresor rotatorio a través de la toma de aire y es comprimido, durante varias etapas sucesivas, a alta presión antes de entrar en la cámara de combustión. El combustible es mezclado con el aire comprimido e inflamado. Este proceso de combustión aumenta considerablemente la temperatura del gas. El resultado de la combustión sale para expandirse a través de la turbina, donde se extrae la energía para mover el compresor. Aunque este proceso de expansión reduce tanto la temperatura como la presión del gas, estos se mantienen generalmente superiores a los del medio. El flujo de gas de salida de la turbina se expande a la presión ambiental a través de una tobera de propulsión, produciendo un chorro a altas velocidades. Si la velocidad de este chorro de gases supera a la velocidad del avión, entonces hay un empuje neto hacia delante.
Bajo condiciones normales, la acción de bomba del compresor asegura cualquier retroceso del flujo, consiguiendo así un proceso continuo en el motor. De hecho, el proceso completo es similar al ciclo de cuatro tiempos, pero donde la admisión, compresión, ignición, expansión y salida se realiza simultáneamente, pero en distintas secciones del motor. La eficiencia de un motor de reacción depende fuertemente de la relación de presiones y la temperatura de la turbina.
Comparando el turborreactor con el motor convencional a hélice, el primero toma una cantidad relativamente pequeña de masa de aire y la acelera considerablemente, mientras que una hélice utiliza una masa de aire grande y la acelera solo una pequeña parte. La salida de gases a altas velocidades de un turborreactor lo hace eficaz a velocidades altas, especialmente a las supersónicas, y a altitudes elevadas. En aviones más lentos y aquellos que solo realicen vuelos cortos, una hélice propulsada por una turbina de gas, conocido como turbopropulsor, es más común y eficiente.
El diseño de turborreactor más simple es de una sola bobina, en el que un único eje conecta la turbina al compresor. Para diseños con relaciones de presión más altas suelen tener dos ejes concéntricos, mejorando la estabilidad del compresor. El eje de alta presión conecta el compresor y turbina de alta presión. Esta bobina externa de alta presión, con la cámara de combustión, forma el núcleo o generador del motor. El eje interno conecta el compresor de baja presión con la turbina de baja presión. Ambas bobinas pueden funcionar libremente para conseguir velocidades óptimas, como en aviones supersónicos como el Concorde.

## Turbofán
La mayoría de los motores de reacción modernos son realmente turbofans, también llamados turboventiladores, donde un compresor de baja presión actúa como un ventilador (fan, en inglés), proporcionando aire comprimido no solo al núcleo del motor, sino a un conducto de derivación. El flujo de aire derivado bien pasa a una tobera fría separada o se mezcla con los gases de salida de la turbina de baja presión, antes de expandirse a través de una tobera de flujo mixto.
Los motores turbofán civiles tienen un empuje específico bajo (empuje neto dividido por el flujo de aire) para mantener el ruido del motor bajo y mejorar la eficiencia en el combustible. En consecuencia, la relación de derivación (flujo de derivación dividido por el flujo del núcleo) suele ser alta, entre 4:1 y 8:1. Solo se necesita una única fase de ventilador debido a que el bajo empuje específico implica una relación de presión del ventilador baja.
En los turboventiladores militares, sin embargo, el empuje específico es alto, para aumentar el empuje dado en una zona, aumentando también el ruido del motor. Generalmente se necesita varias etapas de ventiladores para alcanzar una alta presión. En consecuencia, la relación de derivación suele ser baja. Una ecuación aproximada para calcular el empuje neto de un motor de reacción, ya sea un turborreactor o un turboventilador mixto, es
| Símbolo                              | Nombre                                                 |
| ------------------------------------ | ------------------------------------------------------ |
| {\displaystyle F_{n}}                | Empuje neto                                            |
| {\displaystyle {\dot {m}}.V_{jfe}\,} | Empuje bruto en la tobera                              |
| {\displaystyle {\dot {m}}.V_{a}\,}   | Resistencia en la toma de aire                         |
| {\displaystyle {\dot {m}}}           | Tasa de la masa de aire de entrada                     |
| {\displaystyle V_{jfe}}              | Velocidad del chorro de gases completamente expandidos |
| {\displaystyle V_{a}}                | Velocidad de vuelo del avión                           |

## Componentes principales

Las 4 fases del ciclo de Brayton, de combustión interna, y elementos en que se desarrolla cada fase del ciclo en un turborreactor de simple flujo, de aviación.

Los componentes principales de un motor de reacción son similares en los diferentes tipos de motor, aunque no todos los tipos contienen todos los componentes. Las principales partes incluyen:
- Entrada o toma de aire: para aviones subsónicos, la entrada de aire hacia el motor de reacción no presenta dificultades especiales, y consiste esencialmente en una apertura que está diseñada para reducir la resistencia como cualquier otro elemento del avión. Sin embargo, el aire que alcanza al compresor de un reactor normal debe viajar a una velocidad inferior a la del sonido, incluso en aviones supersónicos, para mantener una mecánica fluida en el compresor y los álabes de la turbina. A velocidades supersónicas, las ondas de choque que se forman en la entrada de aire reduce la presión en el compresor. Algunas entradas de aire supersónicas utilizan sistemas, como un cono o rampa, para incrementar la presión y hacerlo más eficiente frente a las ondas de choque.
- Compresor o ventilador: el compresor está compuesto de varias etapas. Cada etapa consiste en álabes que rotan y estátores que permanecen estacionarios. El aire pasa a través del compresor, incrementando su presión y temperatura. La energía se deriva de la turbina que pasa por el rotor.
- Eje: transporta energía desde la turbina al compresor y funciona a lo largo del motor. Puede haber hasta tres rotores concéntricos, girando a velocidades independientes, funcionando en sendos grupos de turbinas y compresores.
- Cámara de combustión: es el lugar donde se quema continuamente el combustible en el aire comprimido.
- Turbina: actuando como un molino de viento, extrayendo la energía de los gases calientes producidos en la cámara de combustión. Esta energía es utilizada para mover el compresor a través del rotor, ventiladores de derivación, hélices o incluso convertir la energía para utilizarla en otro lugar a través de una caja de accesorios con distintas salidas. El aire relativamente frío puede ser utilizado para refrigerar la cámara de combustión y los álabes de la turbina e impedir que se fundan.
- Postcombustor: utilizado principalmente en aviones militares, produce un empuje adicional quemando combustible en la zona de la tobera, generalmente de forma ineficiente, para aumentar la temperatura de entrada de la tobera.
- Tobera o salida: los gases calientes dejan el motor hacia la atmósfera a través de una tobera, cuyo objetivo es producir un aumento de la velocidad de estos gases. En la mayoría de los casos, la tobera es convergente o de área de flujo fija.
- Tobera supersónica: si la relación de presión de la tobera (la división entre presión de entrada de la tobera y la presión ambiente) es muy alta, para maximizar el empuje puede ser eficaz, a pesar del incremento de peso, utilizar una tobera convergente-divergente o de Laval. Este tipo de tobera es inicialmente convergente, pero más allá de la garganta (la zona más estrecha), empieza a incrementar su área en la parte divergente.

La optimización de un motor depende de muchos factores incluyendo el diseño de la toma de aire, el tamaño total, el número de etapas del compresor, el tipo de combustible, el número de etapas de salida, los materiales de los componentes, la cantidad de aire derivada en los casos donde se haga uso de derivación de aire, etc.

## Diseños avanzados

### Turborreactor/estatorreactor combinado J-58
Los motores Pratt & Whitney J58 del SR-71 eran un diseño inusual: se podía transformar en el vuelo desde un turborreactor a un estatorreactor asistido por el compresor. A velocidades altas (superior a Mach 2,4), el motor utilizaba entradas de aire de geometría variable para dirigir el exceso de aire a seis conductos de derivación desde la cuarta etapa del compresor hacia el posquemador. El 80% del empuje del SR-71 a estas velocidades se obtenía de esta manera, aumentando el empuje específico entre un 10 y 15% y permitiendo el uso continuo a Mach 3,2.

### Turborreactores prerrefrigerados
Los motores que necesitan funcionar a velocidades hipersónicas bajas pueden teóricamente tener un rendimiento más alto si el intercambiador de calor es utilizado para enfriar el aire entrante. La temperatura baja permite utilizar materiales más ligeros e inyectar más combustible. Esta idea se convirtió en diseños como SABRE, que permitiría el vuelo orbital en una etapa, y ATREX, que puede utilizar los motores como impulsores para vehículos espaciales. Esto ocurre de forma parecida a como lo hace un cohete en el momento de disparo. Una fuerza de 10g aumenta y el empuja es linealmente acelerante.

### Estatorreactor nuclear
El Proyecto Pluto era un estatorreactor nuclear diseñado para impulsar un misil de crucero. En lugar de quemar combustible como los motores de reacción normales, el aire era calentado utilizando un reactor nuclear de alta temperatura. Esto elevaba el impulso específico del motor y se predecía que el estatorreactor podía volar durante meses a velocidades supersónicas. Sin embargo, la mayor desventaja es que no había un modo obvio de detener el motor una vez que se ponía en funcionamiento. Además, debido a que el reactor no estaba protegido, era peligroso estar en o alrededor de la trayectoria de vuelo del vehículo, aunque la salida de gases no era radiactiva.

### Scramjets
Los scramjets o estatorreactores supersónicos son la evolución del estatorreactor que permite funcionar a mayores velocidades. Comparte la estructura similar que el estatorreactor, siendo básicamente un tubo que comprime el aire sin partes móviles. Sin embargo, en los scramjets el flujo de aire es supersónico a través de todo el motor, sin la necesidad de utilizar los difusores de los estatorreactores para mantener la velocidad del aire subsónica. Los scramjets empiezan a funcionar a velocidades de Mach 4 y tienen una velocidad máxima teórica de Mach 17. Los principales problemas de los scramjets son los relacionados con la refrigeración debido a calentamiento a altas velocidades.